# Krasnyj Oktiabr (rejon wiesiołowski)
Krasnyj Oktiabr (ros. Красный Октябрь) – chutor w Rosji, w obwodzie rostowskim, w rejonie wiesiołowskim. W 2010 liczył 1115 mieszkańców.